# Горки (Светлогорский район)
Го́рки (бел. Горкі) — деревня в Давыдовском сельсовете Светлогорского района Гомельской области Республики Беларусь.

## География

### Расположение
В 30 км на юго-запад от Светлогорска, 7 км от железнодорожной платформы Узнаж (на линии Жлобин — Калинковичи), 140 км от Гомеля.

### Гидрография
На юге, севере и западе мелиоративные каналы, соединённые с рекой Сведь (приток реки Березины).

## Транспортная сеть
Автодорога связывает деревню со Светлогорском и Паричами. Планировка состоит из прямолинейной меридиональной улицы, застройка двусторонняя, деревянная, усадебного типа.

## История
Согласно письменным источникам известна с XIX века как селение в Бобруйском уезде Минской губернии. Центр Горецкой волости, в состав которой в 1890 году входило 47 селений с 1193 дворами. В 1930 году организован колхоз. Согласно переписи 1959 года располагались детские ясли, швейная мастерская, 2 магазина.

## Население

### Численность
- 2004 год — 31 хозяйство, 71 житель

### Динамика
- 1908 год — 112 дворов 700 жителей
- 1959 год — 129 жителей (согласно переписи)
- 2004 год — 31 хозяйство, 71 житель